# Batrachedra diplosema
Batrachedra diplosema là một loài bướm đêm thuộc họ Blastobasidae. Nó được tìm thấy ở Úc.